# Молочай шаровидный
Молоча́й шарови́дный (лат. Euphórbia globósa) — многолетнее суккулентное полукустарниковое растение; вид рода Молочай (Euphorbia) семейства Молочайные (Euphorbiaceae).

## Морфология

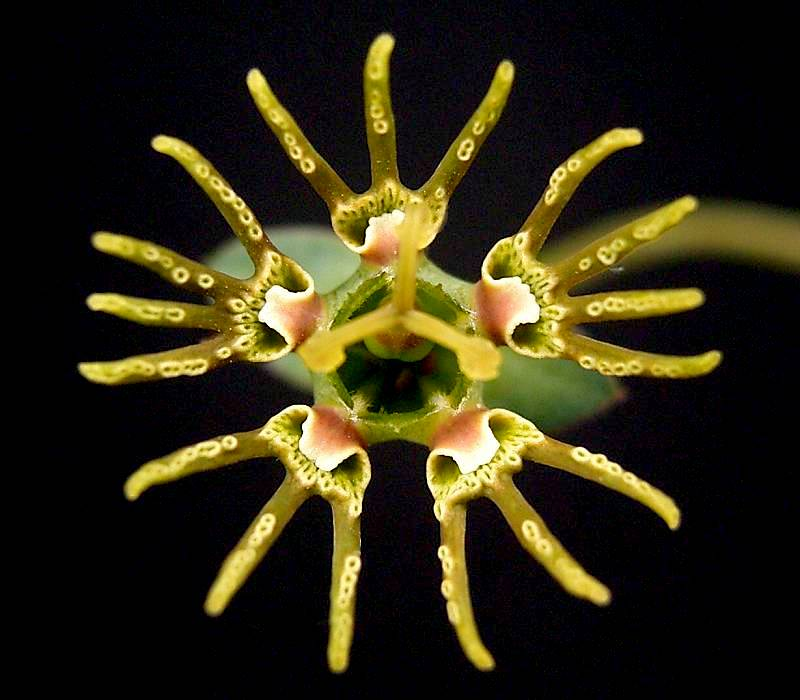
Циатия

Тёмный суккулентный карликовый полукустарник без шипов, высотой до 8 см, ветви которого, идущие от основания, составлены из причудливых шаровидных сегментов. Формирует густые подушки до 30 см в диаметре.
Корень клубневидный.
Ветви растут от основания, формируя подушку, составленную из шаровидных сегментов. Полушаровидный ствол разделён на сегменты (напоминает опунцию), в зрелом возрасте достигает 3 см в диаметре и 2,5—4 см длины. Цветущие ветви от дубиновидных до полушаровидных или полуцилиндрических до 6 см длиной и 14 мм шириной
Листья редуцированные, ланцетовидные, рано опадающие, шипы отсутствуют.
Циатии звездчатые, зеленовато-жёлтые, на длинных, тонких, нитевидных цветоносах 3—8 см длиной, по 1—2 собраны в соцветия, длинно- или коротко-черешчатые. Листочки обёртки в числе 4—5, бокальчик 2 см в диаметре с ромбическими лепестками. Нектарники в числе 5, разделены на 3—4 линейных сегмента 7 мм длиной, с маленькими окаймлёнными белым впадинами.

## Распространение
Африка: ЮАР (Капская провинция).

## Практическое использование
Выращивается в комнатных условиях. Любит солнечные места. Отзывчив на минеральную подкормку, необходим хороший дренаж. Требуется умеренный полив летом и совсем не нужен зимой. Растение растёт медленно и может расти на одном месте и на одной и той же почве в течение многих лет. Может вынести небольшую тень.
Размножается семенами, черенками и делением куста.

### Таксономическая таблица
|  |                                      |  |                                                             |                                                             |                      |  | ещё 36 семейств (согласно Системе APG II), в том числе Маковые | ещё 36 семейств (согласно Системе APG II), в том числе Маковые |                         |  |  |  | ещё ≈2000 видов |
|  |                                      |  |                                                             |                                                             |                      |  | ещё 36 семейств (согласно Системе APG II), в том числе Маковые | ещё 36 семейств (согласно Системе APG II), в том числе Маковые |                         |  |  |  | ещё ≈2000 видов |
|  |                                      |  |                                                             | порядок Мальпигиецветные                                    |                      |  |                                                                |                                                                | род Молочай (Euphorbia) |  |  |  |                 |
|  |                                      |  |                                                             | порядок Мальпигиецветные                                    |                      |  |                                                                |                                                                | род Молочай (Euphorbia) |  |  |  |                 |
|  | отдел Цветковые, или Покрытосеменные |  |                                                             |                                                             | семейство Молочайные |  |                                                                |                                                                | вид Молочай шаровидный  |  |  |  |                 |
|  | отдел Цветковые, или Покрытосеменные |  |                                                             |                                                             | семейство Молочайные |  |                                                                |                                                                |                         |  |  |  |                 |
|  |                                      |  | ещё 44 порядка цветковых растений (согласно Системе APG II) | ещё 44 порядка цветковых растений (согласно Системе APG II) |                      |  |                                                                | ещё >300 родов                                                 | ещё >300 родов          |  |  |  |                 |
|  |                                      |  |                                                             | ещё 44 порядка цветковых растений (согласно Системе APG II) |                      |  |                                                                |                                                                | ещё >300 родов          |  |  |  |                 |